# Verdun (gra komputerowa)
Verdun – komputerowa gra akcji wyprodukowana i wydana przez holenderskie studio M2H i Blackmill Games. Gra została wydana 28 kwietnia 2015 roku na platformę PC (Linux), a w kolejnych latach na PlayStation 4 oraz Xbox One.

## Fabuła
Akcja gry rozgrywa się podczas pierwszej wojny światowej pomiędzy lutym a grudniem 1916 roku w trakcie bitwy pod Verdun.

## Rozgrywka
Gracz uczestniczy w bitwach w takich miejscach jak: Argonny, Caures, Wogezy i Vauquois. Gracz rozpoczyna grę z mundurem z początku pierwszej wojny światowej, wraz z nabieranym doświadczeniem uzyskuje on ekwipunek z 1918 roku.
Gra została podzielona na cztery tryby gry. Gracz może walczyć po stronie Francji lub Niemiec we współpracy lub samotnie.
Gra umożliwia międzyplatormową rozgrywkę pomiędzy użytkownikami PC i użytkownikami komputerów Apple oraz granie w chmurze.

## Wydanie i odbiór
10 czerwca 2013 roku rozpoczęły się beta testy gry. W tym samym roku gra została wydana w trybie wczesnego dostępu. Gra została wydana 28 kwietnia 2015 roku na platformę PC. 30 sierpnia 2016 roku gra została wydana na PlayStation 4, a 8 marca 2017 roku na Xbox One. 16 listopada 2017 roku do gry został wydany dodatek Tannenberg. Verdun została sprzedana w ponad milionie egzemplarzy.